# Élections sénatoriales de 1971 à Wallis-et-Futuna
L'élection sénatoriale de 1971 à Wallis-et-Futuna a lieu le 26 septembre 1971. Elle a pour but d'élire le sénateur représentant le territoire de Wallis-et-Futuna pour un mandat de neuf années. Soséfo Makapé Papilio, président UDR de l'Assemblée territoriale, l'emporte, face notamment au sénateur sortant, Henri Loste.

## Contexte local
Cette élection sénatoriale est la deuxième de l'histoire du territoire. Henri Loste est élu sénateur de Wallis-et-Futuna lors de l'élection sénatoriale de 1971. En mars 1967, son fils Hervé Loste, député du territoire, est battu aux élections législatives ; la même année, l'Assemblée territoriale est renouvelée. Henri Loste perd ses soutiens et son poste de sénateur est mis en jeu. 

## Mode de scrutin
L’unique sénateur de Wallis-et-Futuna est élu pour un mandat de neuf ans au scrutin majoritaire à deux tours par les 21 grands électeurs du territoire.

## Candidats
| Candidats | Candidats             | Parti       | Principale fonction                   |
| --------- | --------------------- | ----------- | ------------------------------------- |
|           | Paul Chautard         | Indépendant |                                       |
|           | Soséfo Makapé Papilio | UDR         | Président de l'Assemblée territoriale |
|           | Henri Loste           | CNIP        | Sénateur sortant                      |

## Résultats
Soséfo Makapé Papilio est élu avec 11 voix contre 10 pour l'indépendant Paul Chautard. Le sénateur sortant, Henri Loste, ne recueille aucune voix. C'est la première fois qu'un Futunien devient sénateur de Wallis-et-Futuna.
|                | Sosefo Makapé Papilio | UDR            | 11 | 52,38  |  |  |
|                | Paul Chautard         | Indépendant    | 10 | 42,86  |  |  |
|                | Henri Loste           | CNIP           | 0  | 0      |  |  |
|                |                       |                |    |        |  |  |
| Inscrits       | Inscrits              | Inscrits       | 21 | 100,00 |  |  |
| Abstentions    | Abstentions           | Abstentions    | 0  | 0,00   |  |  |
| Votants        | Votants               | Votants        | 21 | 100,00 |  |  |
| Blancs ou nuls | Blancs ou nuls        | Blancs ou nuls | 0  | 0,00   |  |  |
| Exprimés       | Exprimés              | Exprimés       | 21 | 100,00 |  |  |

« Le renouvellement de l'assemblée territoriale en faveur des gaullistes explique le succès, au premier tour, avec onze voix, de son président » Sosefo Makape Papilio.

## Conséquences
Henri Loste conteste l'élection au Conseil constitutionnel, arguant de « pressions administratives qui auraient été exercées sur les délégués sénatoriaux ». Cette requête est rejetée le 27 janvier 1972 par le Conseil Constitutionnel qui l'estime infondée. Le scrutin marque la fin de la carrière politique d'Henri Loste, qui se retire du territoire et rentre l'année suivante à Bordeaux prendre sa retraite.